# Heterachthes inustus
Heterachthes inustus là một loài bọ cánh cứng trong họ Cerambycidae.